# Yumtaax nebulosus
Yumtaax nebulosus là một loài bọ cánh cứng trong họ Passalidae. Loài này được Castillo & Reyes-Castillo miêu tả khoa học năm 1984.